# La velocidad de la oscuridad
La velocidad de la oscuridad (título original en inglés: The Speed of Dark) es una novela de ciencia ficción escrita por Elizabeth Moon. La novela fue publicada en el año 2002 y ganó el premio Nébula a la mejor novela en 2003, además de ser finalista del premio Arthur C. Clarke.

## Sinopsis
La novela se centra en la vida de su protagonista, Lou Arrendale, que es un superdotado con autismo (conocido como síndrome de Asperger). Debido al autismo Lou no entiende gran parte de los comportamientos sociales de las personas "normales", aunque se esfuerza por integrarse con ellas. La novela se centra en diversos aspectos de la vida de Lou (trabajo, ocio, sentimental, etc.) para ver cómo se desenvuelve en ellos.
Lou trabaja, junto con otros autistas, para una compañía farmacéutica donde tratan de encontrar pautas. Mantienen buenas relaciones con su supervisor, Peter Aldrin. Sin embargo se produce un cambio en la jefatura de la compañía y el nuevo director general, Gene Crenshaw, desea eliminar los "privilegios" (gimnasio, párking, etc.) de los que disfruta la sección de los autistas. Para ello propone que los autistas renuncien a los privilegios o bien se sometan a un tratamiento experimental que los haga "normales". La propuesta divide a los autistas entre quienes desean seguir el tratamiento y quienes no.
Lou pasa su tiempo libre con un grupo de esgrima en el que hace varios amigos, especialmente la pareja formada por Tom y Lucía. Es precisamente su cualidad de autista la que hace que sea un esgrimista sorprendentemente bueno. Allí se enamora de Marjory, sentimientos que ella parece corresponder aunque él no se percata. Este filtreo provoca los celos de otro esgrimista, Don. A raíz de la expulsión de Don del grupo de esgrima empiezan a sucederle diversos incidentes que van creciendo: ruedas pinchadas, luna rota y explosivo en el vehículo. A pesar de que los compañeros de Lou ven claro que el principal sospechoso es Don, él no lo percibe y hasta que la policía no lo detiene in fraganti no se conjura el peligro.
Finalmente la compañía defenestra al Sr. Crenshaw, por lo que el tratamiento será sólo voluntario. De todos modos Lou accede a él y, tras una ardua recuperación, elimina su autismo. Gracias a ello puede cambiar de trabajo y conseguir un puesto en el espacio exterior, aunque pierde el amor que sentía por Marjory.

## Críticas
La velocidad de la oscuridad ha sido comparada con otro clásico del género de ciencia ficción: Flores para Algernon. A pesar de que las críticas recibidas fueron, en general, muy favorables (no en vano ganó el Nebula), algunos han acusado a la autora de presentar una visión demasiado idealizada del autismo; al fin y al cabo el protagonista no es un autista convencional sino un genio con autismo. La autora se ha defendido de estas críticas alegando que lo que ella pretendía era no presentar el autismo como una maldición y demostrar que los autistas son capaces de amar y tener los mismos sentimientos que las demás personas. A este respecto cabe mencionar que la autora tiene un hijo autista, aunque dice que la novela (salvo en el título) no se ha inspirado en él.